# Mycobates rileyi
Mycobates rileyi är en kvalsterart som först beskrevs av Haller 1884.  Mycobates rileyi ingår i släktet Mycobates och familjen Punctoribatidae. Inga underarter finns listade i Catalogue of Life.